# ماسهولم
ماسهولم (به آلمانی: Maasholm) یک شهر و آبدره در آلمان است که در اشلسویگ-فلنسبورگ واقع شده‌است. ماسهولم  ۶۶۲ نفر جمعیت دارد.